# جامعة الزهراء للبنات
جامعة الزهراء للبنات هي جامعة أهلية عراقية خاصة بالبنات فقط تقع في محافظة كربلاء المقدسة تأسست عام 2019 ، وهي تتبع العتبة الحسينية المقدسة. 
وتعتبر أول جامعة عراقية خاصة بالإناث، تقع الجامعة على طريق كربلاء - بغداد .

## الكليات
تضم الجامعة ثلاثة كليات حالياً  ، هي :

### - كلية التقنيات الطبية والصحية
وتضم ثلاثة اقسام هي :
- قسم التخدير
- قسم العلاج الطبيعي
- قسم الاشعة والسونار

### - كلية التربية
وتضم خمسة اقسام هي :
- اللغة العربية
- اللغة الإنكليزية
- الرياضيات
- التربية الفنية
- التربية الخاصه

##### كلية هندسة الحاسوب
- قسم الامن السيبراني
- الذكاء الاصطناعي